# 陈流光
陈流光（發音：[t͡ɕən˨˩ liw˧˧ kwaːŋ˧˧]；1967年8月30日—），一译陈刘光，越南政治人物，西宁省盞盤市社人，1997年8月2日加入越南共产党。曾任越南政府副总理，现任越共中央经济部部长。

## 人物经历
陈流光曾担任西宁省计划与投资厅副厅长，第十一届越共中央候补委员、西宁省盏盘县党委书记。2011年，升任西宁省人民委员会副主席。2015年，再度升任越共西宁省委书记、省人民议会主席。
2019年，转任越共胡志明市党委常务副书记。2021年，接替黎文成成为越共海防市委书记。
2023年1月，在第十五届越南国会第二次特别会议上，被任命为越南政府副总理。2024年8月，转任越共中央经济部部長，不再担任政府副总理职务。
陈流光是越共第十一届中央委员会候补委员，第十二届、第十三届中央委员会委员，以及越南第十四届国会代表。